# Pterodroma neglecta
Pterodroma neglecta là một loài chim trong họ Procellariidae.